# يفيت بن علي
يفيت بن علي (بالعبرية: יפת בן עלי הלוי) معلق قرائي على الكتاب المقدس خلال "العصر الذهبي للقرائين. عاش خلال القرن العاشر وهو من مواليد البصرة (في الوقت الحاضر العراق). في وقت لاحق من حياته انتقل إلى القدس فيما بين 950 و980 حيث توفي.
كتبت مقالاته باللغة العربية وغطى التناخ بأكمله. قام بالترجمة الحرفية للنص العبري وغالبا ما انتهك قواعد اللغة العربية. أثرت هذه الكتابات في الحاخام ابن عزرا الذي اقتبس من يفيت 42 تعليق عن الأنبياء.

## النهج
خلافا لأسلافه القرائين في مجال تفسير الكتاب المقدس أدرك يفيت أهمية قواعد اللغة والمعاجم لتفسير الكتاب المقدس على الرغم من أنه لم يتفوق في أي منهما. قام بكشف الأكاذيب الحالية بصورة رئيسية في تراكم المواد لتاريخ الاختلافات بين اليهودية التقليدية والقرائين. لأنه دخل في نزاعات مطولة مع الحاخامات التقليديين وخصوصا مع سعيد الفيومي من الذين يعلقون على الكتاب المقدس بانفعالية بما في ذلك بعض الأحداث غير الموجودة ويعطي العديد من المقتطفات. يتناقش مع الفيومي في إشعال النار من قبل غير اليهود في يوم السبت وهي ممارسة يعتبرها القرائين ممنوعة. لام يفيت الفيومي على كونه غير مخلص للمبادئ وأنه وضع تفسير عن طريق القياس وهو غير مقبول في التعاليم. يستشهد يفيت على الفيومي في كتاب التمييز وهو عمل ينتقد بعنف القرائين والذي ينص المؤلف على وجود ثلاثة طوائف في مسألة بداية الشهري القمري إلى: الحاخامات والتفليس والطائفة.

## التفسير
يدعي يفيت يدعي أن للمفسر الحرية الكاملة رافضا قبول أي سلطة لتفسير القانون. على الرغم من أنه يستخدم أحيانا ثلاثة عشر قاعدة لتفسير المنصوص عليها في الميشناه فإنه ينفي سلطتهم ويدعي أنه لا يمكن الشرح من دون المرور حرفيا. على الرغم من تبجيله لعنان بن داود مؤسس القرائين وبنيامين النهواندي فإنه في كثير من الأحيان يرفض تفسيراتها.
كان يفيت خصم للفلسفة في الكتاب المقدس. بيد أنه يرمز إلى عدة روايات في الكتاب المقدس على سبيل المثال أن احراق بوش يرمز إلى إسرائيل. يعترف بأن نشيد الإنشاد هو الرمز.
هاجم يفيت الإسلام بشكل عنيف. يرى إشارة إلى المعاناة من قبل الحكام المسلمين على اليهود بتحميلهم ضرائب ثقيلة وإجبارهم على ارتداء الشارات ومنعهم من ركوب الأحصنة وما إلى ذلك.
كان يفيت لا يقل مرارة في هجومه على المسيحية وعلى الحاخامية اليهودية التي يقصدها العديد من النبوءات. خلافا لأسلافه فإنه لم يكن معارضا للعلوم العلمانية. له معرفة في علم الفلك والطب والرياضيات وغيرها وهي دراسة يتعين الاضطلاع بها قبل أن دراسة اللاهوت.

## التأثير
تم اقتباس تعليقات يفيت من قبل الكثير من المفسرين ذو الخلفية القراية وكثيرا ما نقلوا عنه وابن عزرا. كتاباته الصادرة باللغة العربية ترجمت إلى العبرية إما كاملة أو مختصرة.
توجد جميع كتبه بالنص العربي عن الكتاب المقدس في مكتبات أوروبا (ليدن وأكسفورد والمتحف البريطاني، لندن، باريس، برلين، وما إلى ذلك). الأجزاء التي تم نشرها هي: على المزامير ونشيد سليمان، من قبل قس المراكب (باريس، 1861، 1884). أورباخ (بون، 1866) على هوشع من خلال توترمان (ليبسيك، 1880).